# Liuwa-Plain-Nationalpark
Der Liuwa-Plain-Nationalpark umfasst die Liuwa-Aue bzw. -Ebene nördlich von Mongu im Westen Sambias. Er liegt am Oberlauf des Sambesi zwischen dessen Nebenflüssen Luanginga und Luambimba. Die Verwaltung des Nationalparks befindet sich im Ort Kalabo.

## Geschichte
Die Bedeutung der Liuwa-Ebene für Wildtiere wurde von den Lozi schon vor über 300 Jahren erkannt, die das Gebiet als Jagdrevier nutzten. Litunga Mboo war der erste Herrscher, der einen Teil der Ebene zu einem jagdfreien Gebiet erklärte. Sein Enkel Lewanika I. (1842–1916), der zwischen 1878 und 1916 der Litunga der Lozi im Barotseland war, wies das Gebiet in den frühen 1880er Jahren als Naturschutzgebiet aus. 1946 wurde es zum Wildreservat erklärt und auch nach der Unabhängigkeit Sambias im Jahr 1964 weiterhin von den Litunga über das Barotse Royal Establishment (BRE) verwaltet. Nach der Erklärung zum Nationalpark 1972 durch die sambische Regierung beauftragte diese die Zambia Wildlife Authority (ZAWA) über den Zambia Wildlife Act von 1998 mit der Verwaltung des Parks. Lokale Gemeinschaften fochten jedoch immer wieder den Besitz über Parkgebiete und deren Ressourcen an. Auch bewaffnete Deserteure aus dem Bürgerkrieg in Angola plünderten die Ressourcen. Als Folge der Probleme im Park litt der Naturschutz und der Wildtierbestand nahm ab. Im Mai 2004 übernahm die Nichtregierungsorganisation African Parks die Verwaltung des Parks in einer öffentlich-privaten Partnerschaft mit dem Zambia Department of National Parks and Wildlife (DNPW) und dem BRE. Das BRE dient dabei als Verbindungsglied zu den Anführern der lokalen Gemeinschaften und dem Litunga. Der Pachtvertrag wurde am 31. Mai 2004 unterschrieben und gilt bis 2024 mit möglicher Verlängerung um 20 Jahre. African Parks bewilligte zunächst 2 Millionen US-Dollar für 5 Jahre, was jedoch übertroffen wurde.
Das Wort „Liuwa“ bedeutet „Ebene“ in der Sprache der Lozi.

## Geographie

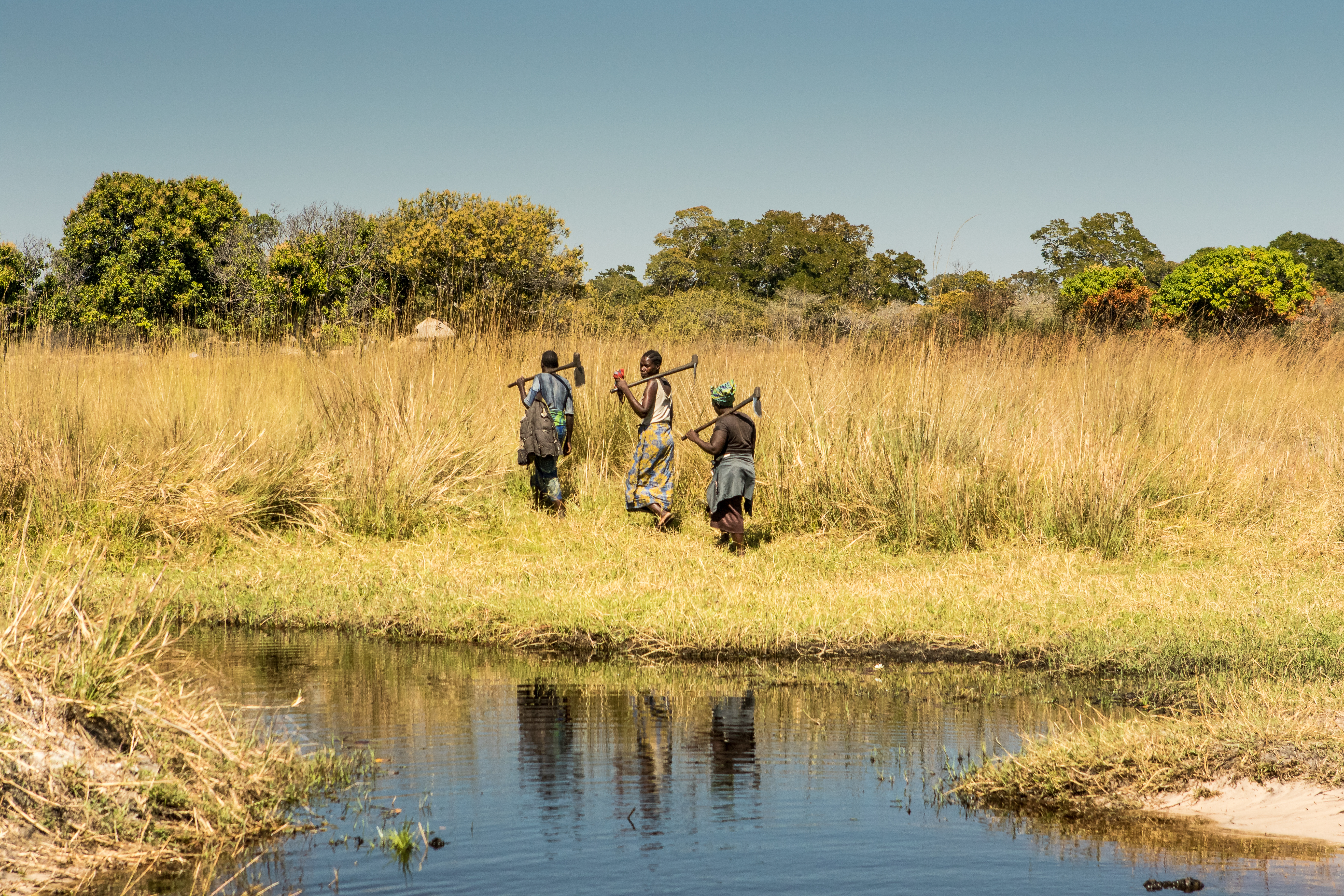
Dorfbewohner kehren von der Feldarbeit zurück

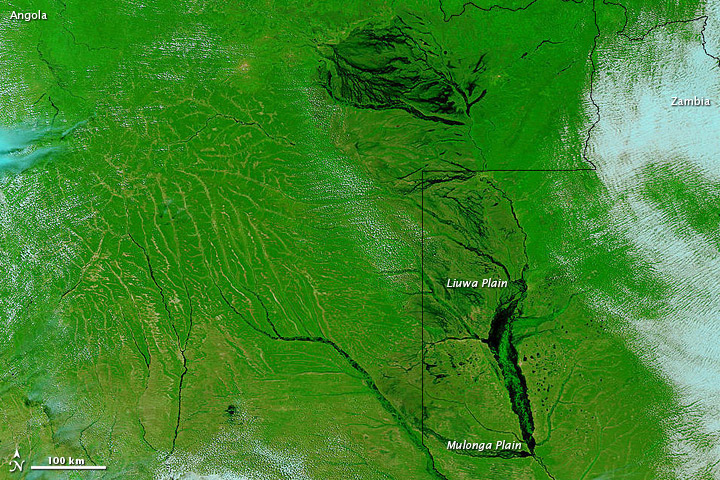
Falschfarbenbild der überschwemmten Liuwa-Ebene und Umgebung im April 2010

Der Liuwa-Plain-Nationalpark hat die IUCN-Kategorie II („Nationalpark“ – Schutzgebiet, das hauptsächlich zum Schutz von Ökosystemen und zu Erholungszwecken verwaltet wird). Er hat eine Fläche von etwa 3252 km² und liegt auf etwa 1050 m. Die Liuwa-Ebene gehört zum Kalahari-Okavango-Becken, das Teile von Botswana, Simbabwe, Angola, Namibia und Sambia umfasst und von Süden bis Nordosten auf Höhen zwischen 900 und über 1300 m liegt. Innerhalb des Beckens herrschen Sandböden (Arenosole) vor, die „Kalahari Sands“. Im Gebiet des Nationalparks werden sie auch „Barotse Sands“ genannt und reichen in eine Tiefe von bis zu 60 m.
Der Nationalpark liegt im Westen Sambias nördlich von Mongu und erstreckt sich zwischen zwei Zuflüssen des Sambesi: Im Westen reicht das Gebiet fast bis an den Luanginga, der parallel zur angolanischen Grenze verläuft, während im Nordosten bis Südosten der Luambimba die Parkgrenze und zugleich die Grenze zwischen den Distrikten Kalabo und Mitete bildet. Innerhalb des Parkgebiets verläuft der Mundi, ein Zufluss des Luambimba. Um den Park liegt die Upper Zambezi Game Management Area, die sich mit einer Fläche von 14.185 km² nach Westen bis zur angolanischen Grenze und nach Südosten bis zum Sambesi erstreckt. Die Verwaltung des Nationalparks liegt im Ort Kalabo des gleichnamigen Distrikts.
Im Parkgebiet leben etwa 20.000 Menschen in rund 430 Dörfern, die entlang der Flüsse hauptsächlich an den Rändern des Parks angesiedelt sind. Es wird Landwirtschaft und Fischerei betrieben.
Das Jahr teilt sich im Liuwa-Plain-Nationalpark klimatisch in drei Jahreszeiten: eine kühle Trockenzeit von April bis Juli, eine heiße Trockenzeit von August bis Oktober und eine Regenzeit von November bis März. Die mittlere Jahrestemperatur liegt bei 6 °C. Nachtfröste treten in der kühlen Trockenzeit von Juni bis Juli auf. Die Gesamtniederschläge belaufen sich auf etwa 1000 mm im Jahr, wovon etwa 90 % in die Regenzeit fallen. Ab Dezember sind große Teile des Parks beginnend im Nordwesten überschwemmt, sodass er für Fahrzeuge unpassierbar wird. Den maximalen Wasserstand von 1–2 m erreicht die Überschwemmungsebene im März. Während der kühlen Trockenzeit geht das Wasser nur langsam zurück, sodass die Graslandebene bis etwa Mitte Juni noch überschwemmt ist. Vor Einsetzen der Regenzeit im November verbleiben nur noch wenige mit Wasser gefüllte Senken.

## Vegetation und Flora
Das Parkgebiet besteht aus flachem, offenem Grasland und sandigem Buschland. In den trockeneren Gebieten sind typische Grasarten Loudetia simplex und Monocymbium ceresiforme.
Zu den vorkommenden Süßgräserarten zählen zudem Vossia cuspidate und die Hühnerhirsenart Echinochloa stagnina. In den Bauminseln wachsen Hülsenfrüchtler wie Guibourtia coleosperma, Baikiaea plurijuga, Burkea africana und Peltophorum africanum sowie die Myrobalanenart Terminalia sericea. In den Buschland-Streifen ist Diplorhynchus verbreitet.

## Fauna

### Säugetiere

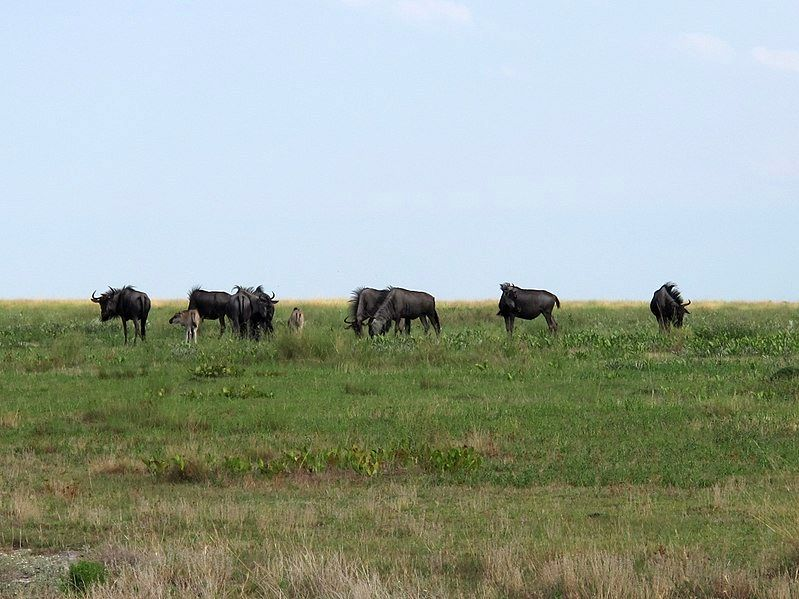
Eine Gruppe Gnus mit zwei Kälbern im Nationalpark

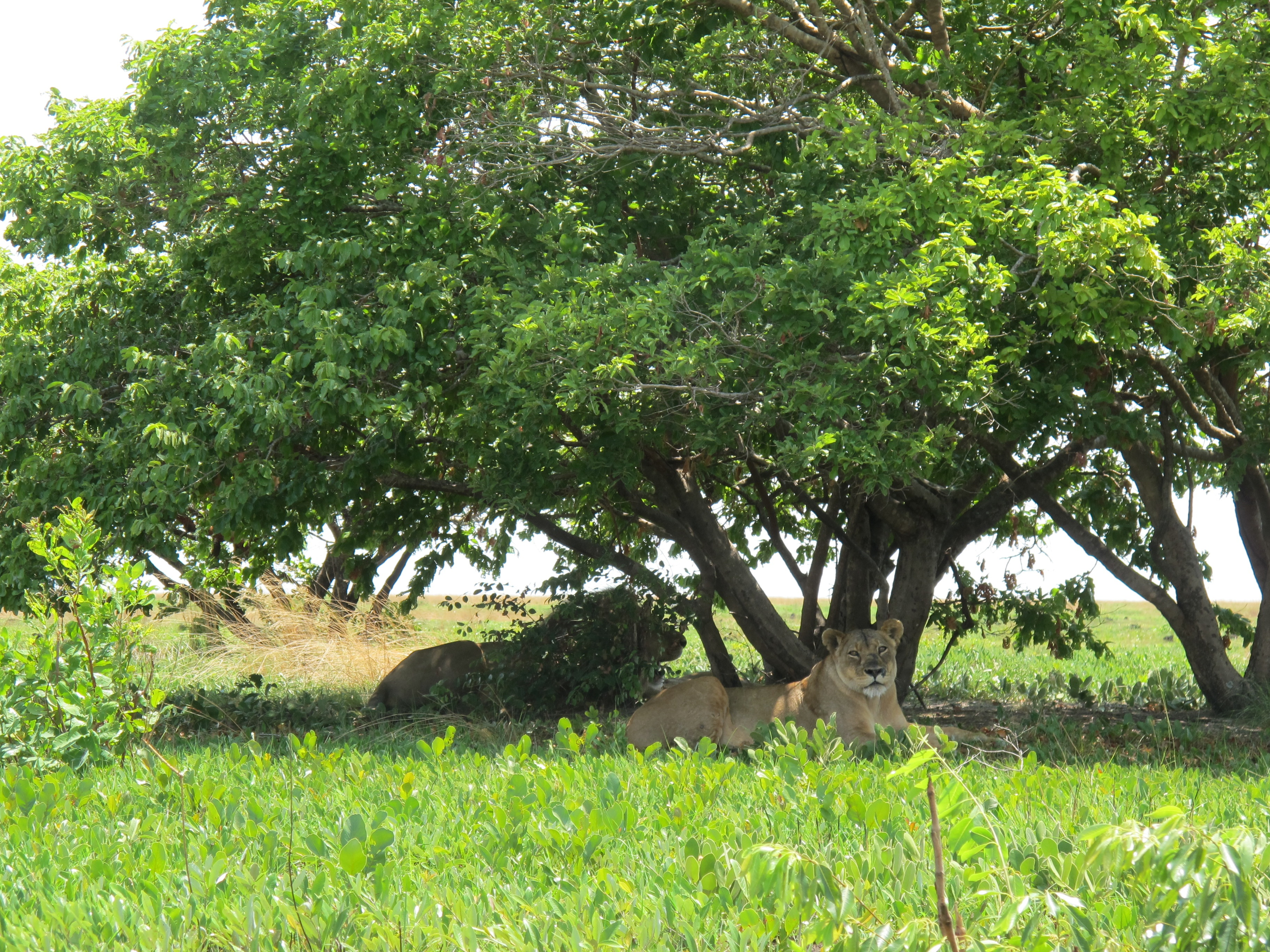
Zwei Löwen im Park im Jahr 2012

Der Nationalpark wird von wandernden Gnu- und Zebraherden von Angola aus frequentiert. Zehntausende Streifengnus migrieren im Juli nordwärts durch die Liuwa-Ebene und Ende Oktober vor der Regenzeit wieder südwärts auf höhere Regionen. Es ist die zweitgrößte Streifengnuwanderung Afrikas. Bei einer Zählung im Jahr 1991 wurden die Populationen verschiedener Tierarten geschätzt. Die Populationszahlen ergaben 30.000 Streifengnus, 8000 Tsessebes, 1000 Zebras und 10.000 weitere Tiere größerer Säugetierarten. Spätere Zählungen ließen einen Populationsrückgang erkennen, jedoch nahmen die Zahlen mit besseren Schutzmaßnahmen wieder zu. So ergaben sich für 2011 Populationsschätzungen von 42.700 Streifengnus, 4400 Zebras und ebenfalls zunehmende Bestände unter Raubtierarten und Letschwes. Zudem kehrten einige Arten wie Pferdeantilopen und Afrikanische Wildhunde in das Nationalparkgebiet zurück. Mitte 2015 wurden etwa 20 Afrikanische Wildhunde bei Makalabumbu im Nordosten des Parks beobachtet. Darüber hinaus wurden Elenantilopen und Büffel wiedereingeführt. Die kleineren Tierarten des Parks umfassen unter anderem Zebramangusten und Stachelschweine. Zu den Raubtieren zählen Geparde und Streifenschakale. Auch Leoparden kommen im Nationalpark vor, bevorzugen jedoch bewaldete Gebiete. Die Spitzenprädatoren des Nationalparks sind ungewöhnlicherweise Tüpfelhyänen, da Löwen durch Wilderei im Park in den 1990er-Jahren verschwanden. Etwa 700 sind im Park anzutreffen.
| Art\Zeitpunkt   | 1991   | Dez. 2001 | Dez. 2004 | April 2007 | April 2009 | April 2011 |
| --------------- | ------ | --------- | --------- | ---------- | ---------- | ---------- |
| Steppenzebra    | 00771  | 02.500    | 02.706    | 03.977     | 04.992     | 04.431     |
| Südliches Oribi | 00463  | 00116     | 01.241    | 01.411     | 00911      | 00935      |
| Letschwe        | 00534  | 00215     | 00966     | 01.167     | 01.405     | 01.272     |
| Tsessebe        | 07.674 | 00300     | 00430     | 00501      | 01.231     | 00878      |
| Streifengnu     | 29.369 | 15.000    | 23.455    | 33.088     | 36.494     | 42.717     |
| Klunkerkranich  | –      | 00588     | –         | –          | 01.695     | 01.717     |

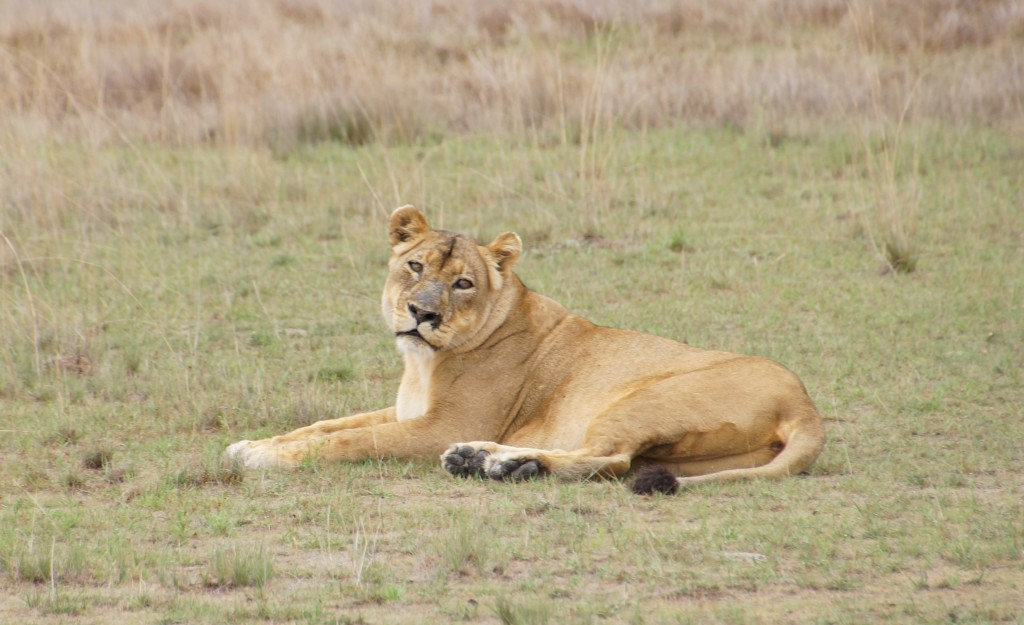
Lady Liuwa im November 2012 – sie lebte lange als einzige Löwin im Nationalpark

2002 wurde die Anwesenheit einer einzelnen Löwin bestätigt, die Lady Liuwa genannt wurde. 2008 sollte ein männlicher Löwe aus dem Kafue-Nationalpark in das Parkgebiet gebracht werden, starb aber bei der Umsiedlung. Im Jahr darauf wurden zwei weitere männliche Tiere in den Park eingeführt, die sich mit der Löwin paarten, die vorher vermutlich über neun Jahre allein gelebt hatte. Jedoch brachte die Löwin wohl wegen ihres fortgeschrittenen Alters keine Jungen mehr zur Welt. 2011 wurden zwei junge Löwinnen wiederum aus dem Kafue-Nationalpark eingeführt. Bereits 2012 starb eine von ihnen jedoch durch die Tierfalle eines Wilderers. Das andere Weibchen namens Sepo verließ den Park in Richtung Westen ins nahegelegene Angola, konnte jedoch mit einem Hubschrauber zurückgebracht werden, wo es zunächst mit Lady Liuwa in einer Boma untergebracht wurde. Beide freundeten sich an und wurden zwei Monate später freigelassen. Die zwei Männchen hatten währenddessen jedoch den Park Richtung Angola verlassen, wobei eines von ihnen von Dorfbewohnern erschossen wurde; das zweite Männchen namens Nakawa kehrte zurück. Die jüngere Löwin paarte sich mit ihm und brachte im Dezember 2013 drei Jungtiere zur Welt, ein Männchen und zwei Weibchen. Auch Lady Liuwa wurde dabei beobachtet, sich um die Jungtiere zu kümmern. Der Vater der Jungen Nakawa wurde im darauffolgenden September tot aufgefunden, vermutlich vergiftet. Im September 2016 wurde in einem gemeinsamen Projekt von African Parks, Mushingashi Conservancy, Zambia Carnivore Programme und Zambia Department of National Parks and Wildlife ein weiteres Männchen aus dem Kafue-Nationalpark eingeführt. Wie bei den Weibchen wurde es zunächst mit dem anderen Männchen zum Aufbau einer sozialen Bindung in die Boma platziert, bevor beide nach zwei Monaten freigelassen wurden. Im November 2016 konnte bestätigt werden, dass Sepo zwei weitere Löwen zur Welt gebracht hatte. Lady Liuwa, längst ein Symbol des Nationalparks, starb am 9. August 2017 eines vermutlich natürlichen Todes. Ihr Alter wurde auf 17 Jahre geschätzt. Bekanntheit erlangte sie auch durch einen Dokumentarfilm des National Geographic von 2010. Lokal wird gern erzählt, dass in der Löwin eine Lozi und Großmutter von mehreren Parkmitarbeitern namens Mambeti wiedergeboren wurde.

### Reptilien und Amphibien
Zu den Schlangenarten des Parks zählen die Gefleckte Buschschlange (Philothamnus semivariegatus), Philothamnus hoplogaster und die Weißlippen-Schlange (Crotaphopeltis hotamboeia) aus der Familie der Eigentlichen Nattern, die  Sandrennnattern Psammophis jallae und die Olivenfarbige Sandrennnatter (Psammophis mossambicus) aus der Familie Psammophiidae sowie die Gewöhnliche Feilennatter (Limaformosa capensis) und Kladirostratus acutus aus der Familie Lamprophiidae. Weitere vorkommende Reptilienarten sind unter anderem die Okavango-Pelomeduse sowie Skinke wie Trachylepis varia und eine Reliktpopulation des Kap-Skinks im Park. Zu den Amphibien zählt die Krallenfroschart Xenopus petersii.

Schlangen im Liuwa-Plain-Nationalpark
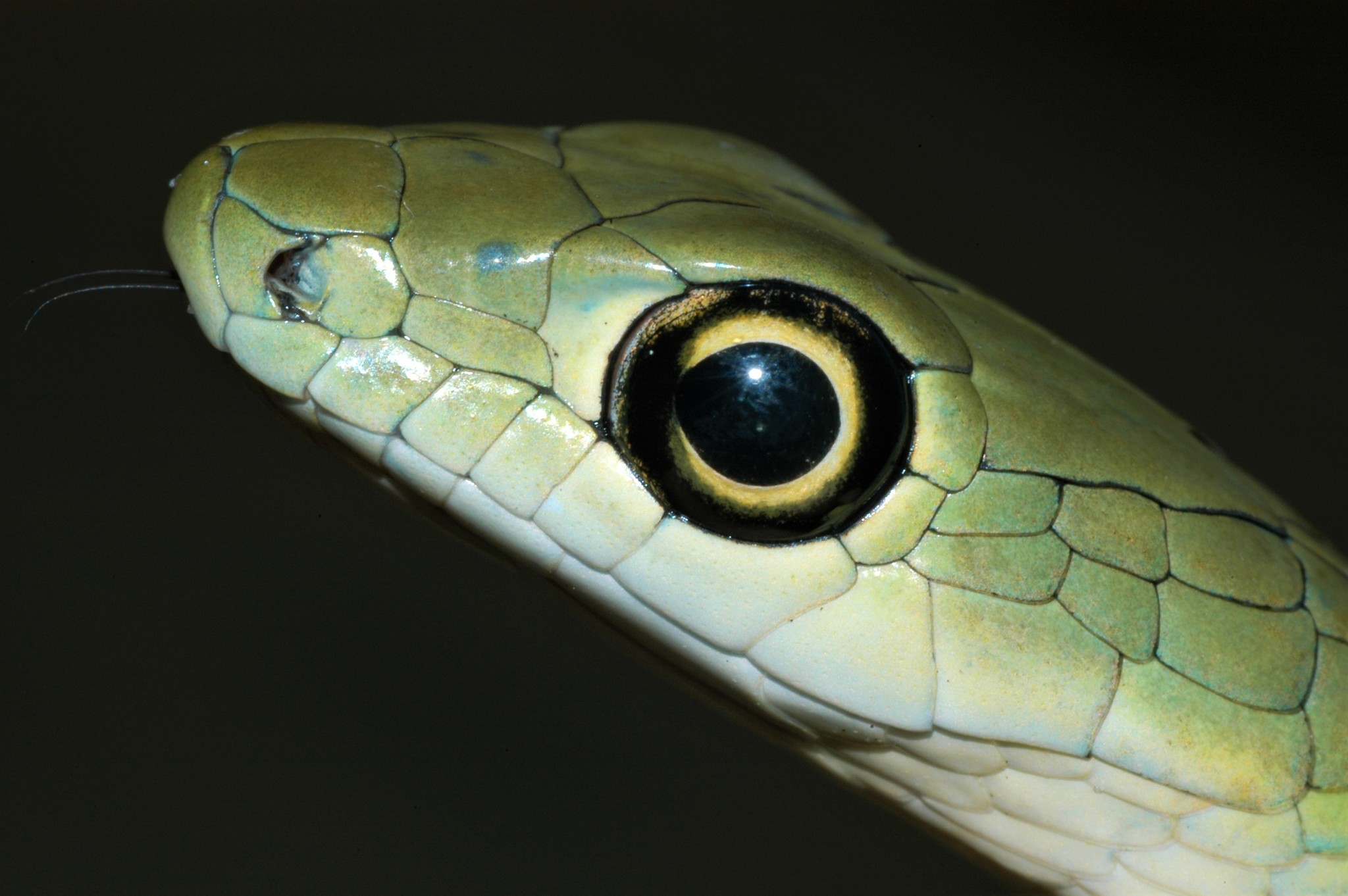
Gefleckte Buschschlange (Philothamnus semivariegatus)
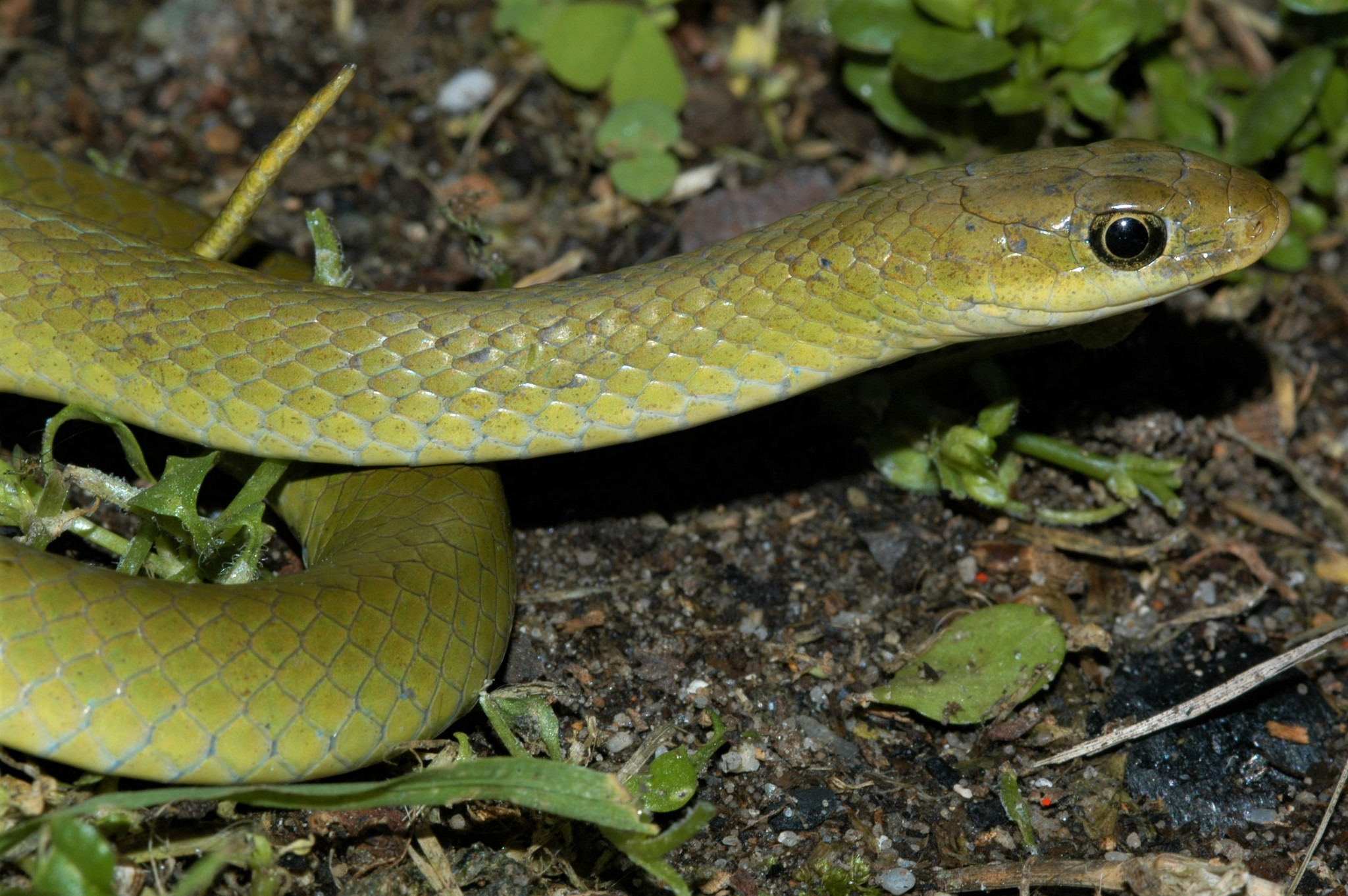
Philothamnus hoplogaster
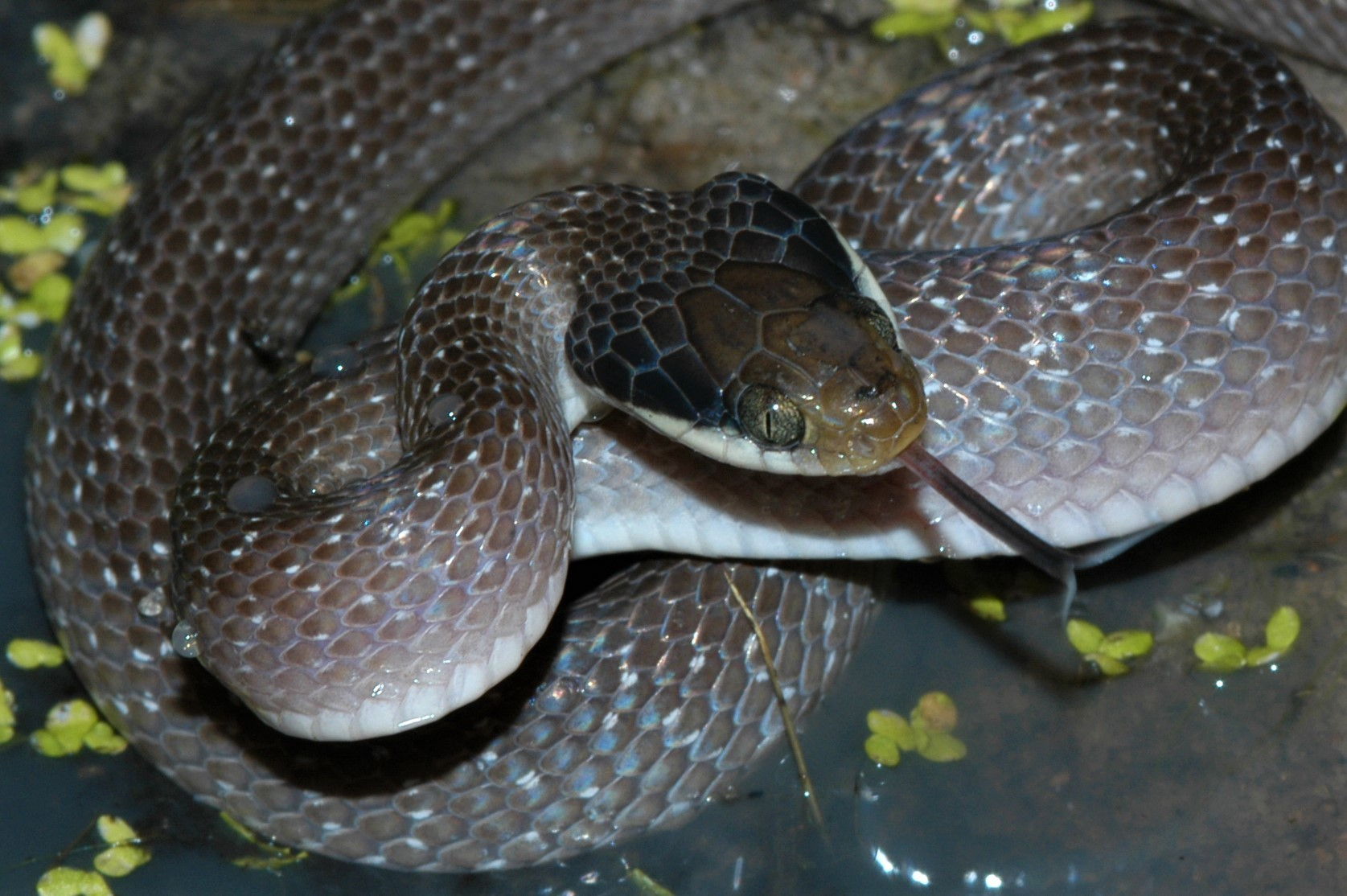
Weißlippen-Schlange (Crotaphopeltis hotamboeia)
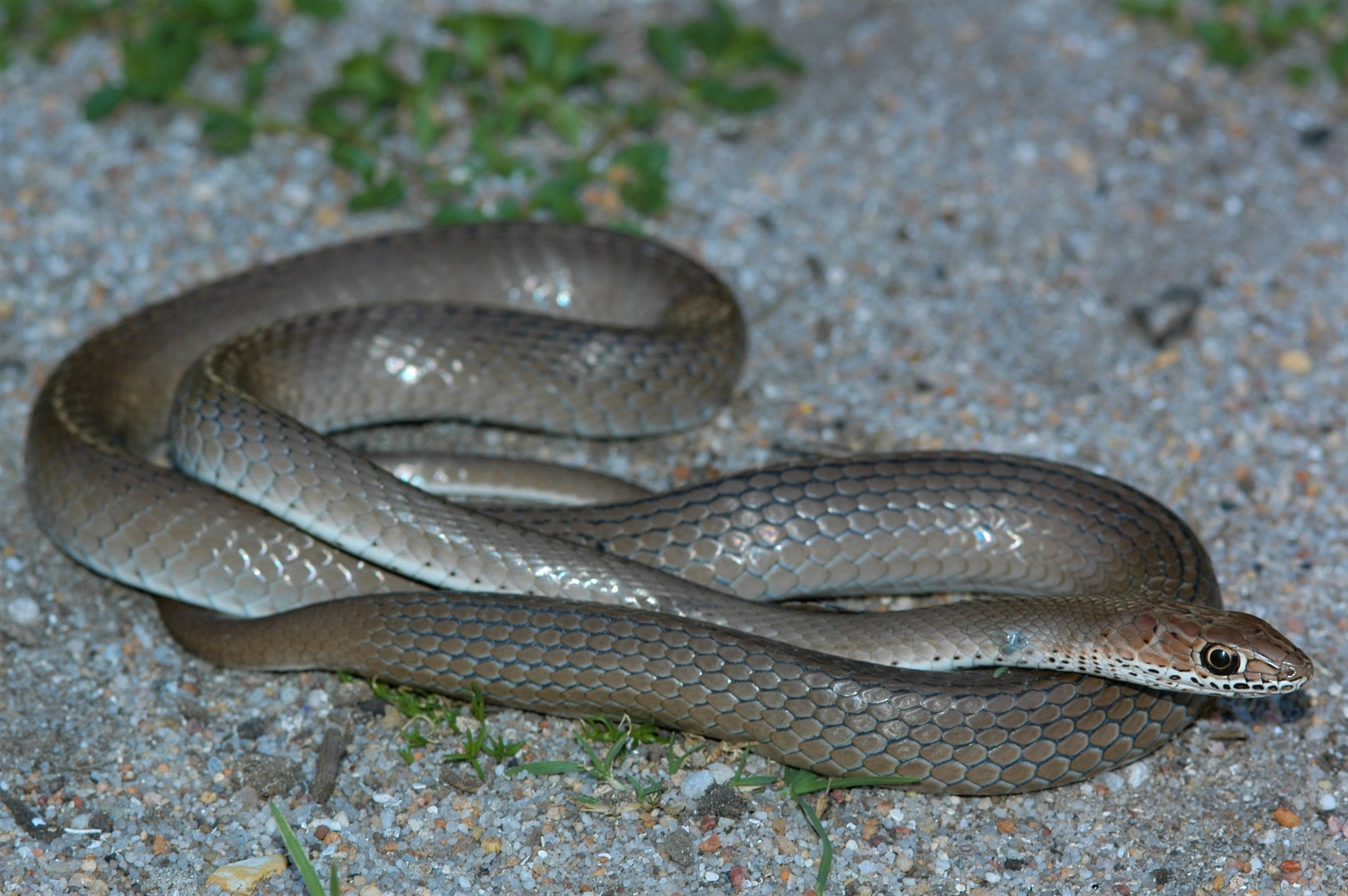
Olivenfarbige Sandrennnatter (Psammophis mossambicus)

### Vögel
Der Liuwa-Plain-Nationalpark ist ein Gebiet, das als Important Bird Area („Bedeutendes Vogelgebiet“) identifiziert wurde.
Insgesamt wurden 334 Vogelarten gezählt. Zu den häufig anzutreffenden gehören der Sekretär, die Kafferntrappe (Neotis denhami) und die Senegaltrappe (Eupodotis senegalensis). Der Braunkehlreiher tritt oft in Gruppen von mehr als zehn Tieren auf. Zudem migrieren zehntausende Schwarzflügel-Brachschwalben in den Park. Die Art wird von der Weltnaturschutzunion als potentiell gefährdet eingestuft. Auch Scharen der Wermutregenpfeifer (Charadrius asiaticus) ziehen häufig durch das Gebiet. Klunkerkraniche wurden zeitweise mehr als tausend im Park beobachtet. Für die Weißbart-Seeschwalbe ist der Nationalpark das einzige bekannte Brutgebiet innerhalb Sambias. Es finden sich außerdem isolierte Populationen der Rotschnabellerche und Grasklapperlerche. Weitere nennenswerte Vogelarten sind die Ostklapperlerche und der Steppenfalke.

## Tourismus und Infrastruktur

Der Nationalpark verzeichnet nur wenige Besucher pro Jahr, da er keine ausreichende Infrastruktur und Verkehrsanbindung bietet. Im Jahr 2000 waren es lediglich etwa 50 Touristen und 2014 immer noch weniger als 800. Touristen müssen für die 180 km Anfahrt von Sesheke nach Kalabo auf den sandigen Wegen zwei Tage einrechnen (Stand 2014). Während der Regenzeit von Dezember bis April ist der Park für Fahrzeuge unzugänglich.